# 雷灣區
雷灣區（英語：Thunder Bay District）是加拿大安大略省北部一個分區，南面瀕臨蘇必略湖，西南臨雷尼河區，西北接肯諾拉區，東北鄰科克倫區，東面則與阿爾戈馬區為鄰，行政中心設於桑德贝市。據2011年人口普查所示，雷灣區有146057名居民。雷灣區基本上沒有任何地方行政功能，區內的服務主要由建制城鎮政府、地區服務局或直接由省政府提供。
雷灣區於1871年脫離阿爾戈馬區而成；雷尼河區於1885年脫離雷灣區，而科克倫區則於1921年脫離雷灣區和蒂米斯卡明區。

## 轄區
- 桑德贝市（City of Thunder Bay）
- 綠石自治區（Municipality of Greenstone；正式建制為鎮）
- 馬拉松鎮（Town of Marathon）
- 康米鄉（Township of Conmee）
- 多里安鄉（Township of Dorion）
- 吉利斯鄉（Township of Gillies）
- 馬尼圖瓦奇鄉（Township of Manitouwadge）
- 尼兵自治區（Municipality of Neebing；正式建制為鄉）
- 尼皮貢鄉（Township of Nipigon）
- 奧康諾鄉（Township of O'Connor）
- 奧利佛派普恩奇自治區（Municipality of Oliver Paipoonge；正式建制為鄉）
- 紅石鄉（Township of Red Rock）
- 施萊伯鄉（Township of Schreiber）
- 舒尼亞鄉（Township of Shuniah）
- 特拉斯灣鄉（Township of Terrace Bay）

## 外部連結
- 维基共享资源上的相關多媒體資源：雷灣區